# Gal Newo
Gal Newo (hebr. גל נבו; ur. 29 czerwca 1987 w Chamadja) – izraelski pływak specjalizujący się w stylu zmiennym, brązowy medalista mistrzostw Europy (basen 25 m), olimpijczyk.
W 2016 roku na mistrzostwach Europy w Londynie zdobył srebrny medal na dystansie 200 m stylem zmiennym.